# Laurence Courtois
Laurence Courtois (* 18. Januar 1976 in Kortrijk) ist eine ehemalige belgische Tennisspielerin.

## Karriere
Laurence Courtois gewann in ihrer Karriere auf der WTA Tour insgesamt vier Doppel-, jedoch keinen Einzeltitel. Sie erreichte weitere sieben Endspiele (zwei im Einzel, fünf im Doppel). Ihre größten Erfolge bei Grand-Slam-Turnieren waren das Erreichen der dritten Runde im Einzel bei den Australian Open sowie bei allen vier Grand-Slam-Turnieren im Doppel (Achtelfinale). Ihre besten Platzierungen in der Weltrangliste erzielte sie mit Rang 37 im Einzel und Position 32 im Doppel.
Im Fed Cup gewann Courtois bei 25 Teilnahmen 19 ihrer 29 Partien. Sie gehörte zum belgischen Fed-Cup-Team bei dessen Triumph im Jahr 2001. Außerdem vertrat sie Belgien bei den Olympischen Spielen 1996 in Atlanta.
2001 wurde Courtois in der Bundesliga mit dem TC Blau-Weiss Bocholt u. a. zusammen mit Kim Clijsters und Barbara Schett Deutsche Mannschaftsmeisterin. Im September 2002 bestritt sie auf einem ITF-Turnier in Georgien ihr letztes Profimatch.

## Erfolge

### Einzel

#### Finalteilnahmen
| Nr. | Datum         | Turnier   | Kategorie      | Belag     | Finalgegnerin       | Ergebnis |
| --- | ------------- | --------- | -------------- | --------- | ------------------- | -------- |
| 1.  | 19. Mai 1996  | Cardiff   | WTA World Tour | Sandplatz | Dominique Van Roost | 2:6, 4:6 |
| 2.  | 13. Juni 1999 | Taschkent | WTA World Tour | Hartplatz | Anna Smaschnowa     | 3:6, 3:6 |

### Doppel

#### Turniersiege
| Nr. | Datum            | Turnier    | Kategorie      | Belag             | Partnerin               | Finalgegnerinnen                         | Ergebnis      |
| --- | ---------------- | ---------- | -------------- | ----------------- | ----------------------- | ---------------------------------------- | ------------- |
| 1.  | 20. Februar 1994 | Paris      | WTA World Tour | Teppich (Halle)   | Sabine Appelmans        | Mary Pierce Andrea Temesvári             | 6:4, 6:4      |
| 2.  | 9. August 1998   | Istanbul   | WTA World Tour | Hartplatz         | Meike Babel             | Åsa Carlsson Florencia Labat             | 6:0, 6:2      |
| 3.  | 25. April 1999   | Kairo      | WTA World Tour | Sandplatz         | Arantxa Sánchez Vicario | Irina Spîrlea Caroline Vis               | 7:5, 1:6, 7:6 |
| 4.  | 24. Oktober 1999 | Bratislava | WTA Tier IV    | Hartplatz (Halle) | Kim Clijsters           | Wolha Barabanschtschykawa Lilia Osterloh | 6:2, 3:6, 7:5 |

#### Finalteilnahmen
| Nr. | Datum            | Turnier   | Kategorie      | Belag           | Partnerin     | Finalgegnerinnen                          | Ergebnis       |
| --- | ---------------- | --------- | -------------- | --------------- | ------------- | ----------------------------------------- | -------------- |
| 1.  | 9. Januar 1995   | Jakarta   | WTA Tier III   | Hartplatz       | Nancy Feber   | Claudia Porwik Irina Spîrlea              | 2:6, 3:6       |
| 2.  | 14. April 1996   | Jakarta   | WTA World Tour | Hartplatz       | Nancy Feber   | Claudia Porwik Irina Spîrlea              | 6:72, 5:7      |
| 3.  | 19. Mai 1996     | Cardiff   | WTA World Tour | Sandplatz       | Els Callens   | Katrina Adams Mariaan de Swardt           | 0:6, 4:6       |
| 4.  | 26. Oktober 1997 | Luxemburg | WTA World Tour | Teppich (Halle) | Meike Babel   | Larisa Neiland Helena Suková              | 2:6, 4:6       |
| 5.  | 5. November 2000 | Leipzig   | WTA Tier II    | Teppich (Halle) | Kim Clijsters | Arantxa Sánchez Vicario Anne-Gaëlle Sidot | 7:66, 5:7, 3:6 |

## Abschneiden bei Grand-Slam-Turnieren

### Einzel
| Turnier         | 1994 | 1995 | 1996 | 1997 | 1998 | 1999 | 2000 | 2001 | Karriere |
| --------------- | ---- | ---- | ---- | ---- | ---- | ---- | ---- | ---- | -------- |
| Australian Open | 1    | 2    | 3    | —    | Q2   | 1    | 1    | Q1   | 3        |
| French Open     | 1    | 2    | 2    | 1    | —    | 1    | 1    | —    | 2        |
| Wimbledon       | 1    | 2    | 2    | 1    | —    | 1    | 1    | —    | 2        |
| US Open         | 1    | 1    | 2    | —    | 1    | 1    | —    | —    | 2        |

Zeichenerklärung: S = Turniersieg; F, HF, VF, AF = Einzug ins Finale / Halbfinale / Viertelfinale / Achtelfinale; 1, 2, 3 = Ausscheiden in der 1. / 2. / 3. Hauptrunde; Q1, Q2, Q3 = Ausscheiden in der 1. / 2. / 3. Runde der Qualifikation; n. a. = nicht ausgetragen

### Doppel
| Turnier         | 1993 | 1994 | 1995 | 1996 | 1997 | 1998 | 1999 | 2000 | 2001 | 2002 | Karriere |
| --------------- | ---- | ---- | ---- | ---- | ---- | ---- | ---- | ---- | ---- | ---- | -------- |
| Australian Open | —    | 1    | 2    | 1    | —    | 1    | 2    | 2    | AF   | —    | AF       |
| French Open     | 2    | 1    | 1    | 1    | —    | —    | AF   | 1    | AF   | 1    | AF       |
| Wimbledon       | —    | 1    | 1    | 1    | —    | —    | AF   | 1    | 2    | —    | AF       |
| US Open         | —    | —    | AF   | —    | —    | AF   | 2    | AF   | AF   | —    | AF       |

## Jahresendplatzierungen
| Jahr   | 1991 | 1992 | 1993 | 1994 | 1995 | 1996 | 1997 | 1998 | 1999 | 2000 | 2001 | 2002 |
| Einzel | 733  | 293  | 124  | 103  | 63   | 37   | 188  | 124  | 79   | 130  | 190  |      |
| Doppel |      |      |      |      |      |      |      |      |      |      | 074  | 895  |